# Proteinia cartatalis
Proteinia cartatalis är en fjärilsart som beskrevs av Klunder van Gijen 1912. Proteinia cartatalis ingår i släktet Proteinia och familjen mott. Inga underarter finns listade i Catalogue of Life.